# Hylocomiopsis cylindracarpa
Hylocomiopsis cylindracarpa är en bladmossart som beskrevs av Thériot 1930. Hylocomiopsis cylindracarpa ingår i släktet Hylocomiopsis och familjen Thuidiaceae. Inga underarter finns listade i Catalogue of Life.